# Federação de Futebol do Estado do Rio de Janeiro
A Federação de Futebol do Estado do Rio de Janeiro (FERJ) é a entidade máxima do futebol do estado do Rio de Janeiro, sendo responsável pela organização de campeonatos de futebol em todo o estado.
Atualmente a FERJ organiza as cinco divisões do Campeonato Carioca de Futebol, hoje denominadas respectivamente Séries A, A2, B1, B2 e Série C, a Copa Rio, disputada por equipes de todas as divisões que não estejam classificadas para torneios nacionais, e que qualifica para a Copa do Brasil e a Série D do Campeonato Brasileiro, o Campeonato Carioca de Futebol Feminino, além das competições das categorias de base, tanto masculinas quanto femininas, e o Campeonato Carioca de Futebol Amador da Capital.

## História

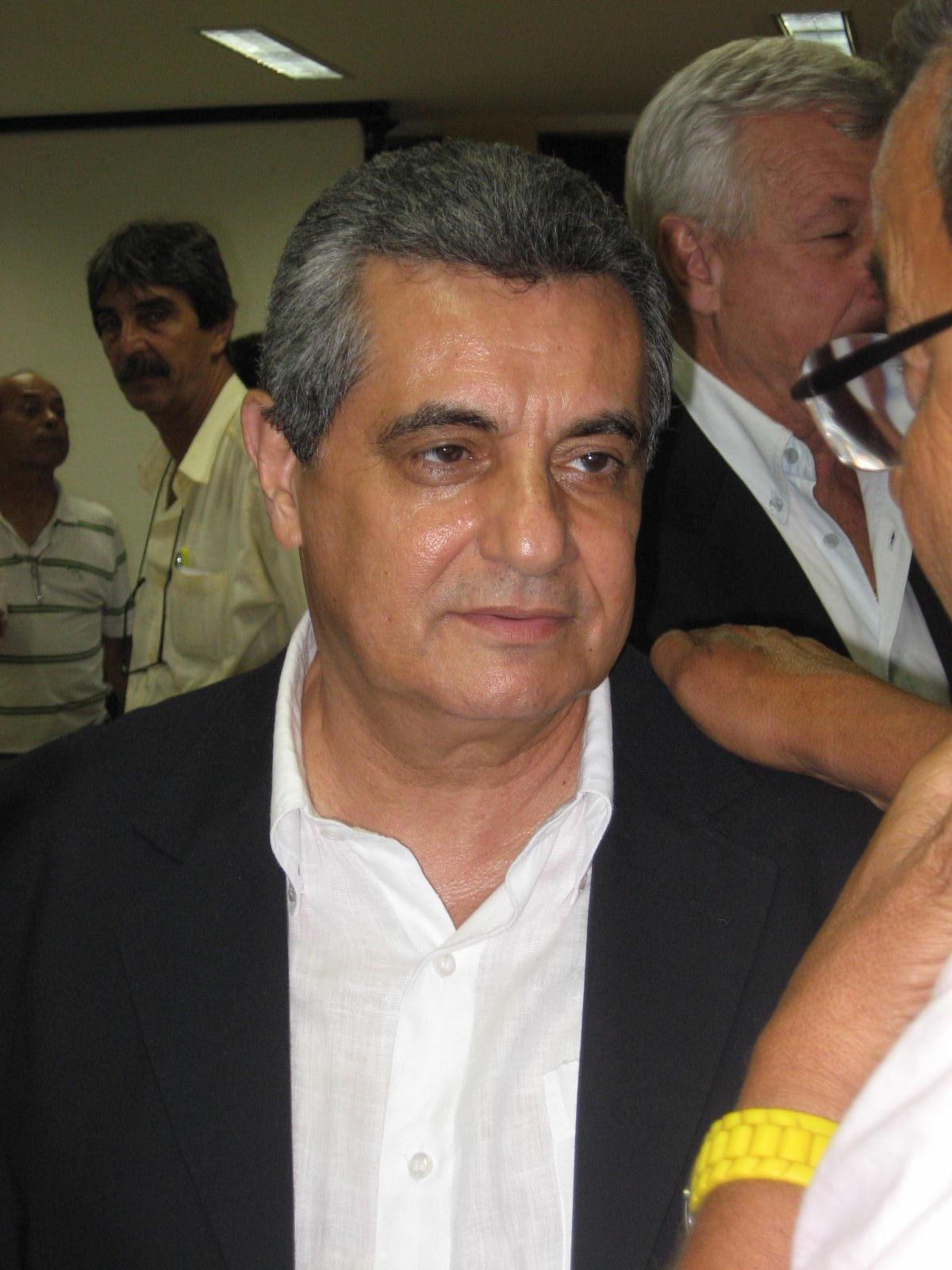
Rubens Lopes, o atual presidente

Após a fusão dos estados do Rio de Janeiro e da Guanabara, ocorreu uma fusão entre a Federação Carioca de Futebol, entidade que representava o Estado da Guanabara, e a Federação Fluminense de Desportos, que representava o antigo Estado do Rio de Janeiro.[carece de fontes?] A entidade enfrentou problemas em relação ao termo fluminense, não aceito pelos cariocas.[carece de fontes?]
Oficialmente, os campeonatos organizados pela FERJ são chamados em seus estatutos como "Campeonato Estadual do Rio de Janeiro", embora sejam popularmente chamados de "Campeonato Carioca". O antigo Campeonato Carioca, apenas com equipes da atual cidade Rio de Janeiro, possuía grande visibilidade, em contraste com o Campeonato Fluminense.[carece de fontes?]
O primeiro campeonato unificado ocorreu em 1979. A FERJ não considera os campeões fluminenses na lista oficial de campeões do seu estadual.[carece de fontes?]

## Presidentes
| Nome                        | Período    |
| --------------------------- | ---------- |
| Octávio Pinto Guimarães     | 1978–1985  |
| Eduardo Viana               | 1985–2006  |
| Rubens Lopes da Costa Filho | 2007–atual |

## Entidades antecessoras
| Período   | Distrito Federal / Estado da Guanabara | Antigo Estado do Rio de Janeiro                                                                        |
| --------- | --- | --- |
| 1906      | Liga Metropolitana de Football | — |
| 1907–1911 | Liga Metropolitana de Sports Athleticos                                                                                                   | — |
| 1912      | Liga Metropolitana de Sports Athleticos Associação de Football do Rio de Janeiro                                                          | — |
| 1913–1914 | Liga Metropolitana de Sports Athleticos após fusão da AFRJ com LMSA                                                                       | — |
| 1915–1916 | Liga Metropolitana de Sports Athleticos                                                                                                   | Liga Sportiva Fluminense                                                                               |
| 1917–1918 | Liga Metropolitana de Desportos Terrestres                                                                                                | Liga Sportiva Fluminense Associação Fluminense de Desportos Terrestres (dissidentes)                   |
| 1919–1923 | Liga Metropolitana de Desportos Terrestres                                                                                                | Liga Sportiva Fluminense                                                                               |
| 1924      | Liga Metropolitana de Desportos Terrestres Associação Metropolitana de Esportes Athleticos (dissidentes)                                  | Liga Sportiva Fluminense                                                                               |
| 1925      | Liga Metropolitana de Desportos Terrestres Associação Metropolitana de Esportes Athleticos (dissidentes)                                  | Liga Sportiva Fluminense Associação Fluminense de Esportes Athleticos (dissidentes)                    |
| 1926      | Liga Metropolitana de Desportos Terrestres Associação Metropolitana de Esportes Athleticos (dissidentes)                                  | Federação Fluminense de Desportos Associação Fluminense de Esportes Athleticos (dissidentes)           |
| 1927–1932 | Liga Metropolitana de Desportos Terrestres Associação Metropolitana de Esportes Athleticos (dissidentes)                                  | Associação Fluminense de Esportes Athleticos                                                           |
| 1933–1934 | Associação Metropolitana de Esportes Athleticos (amadora) Liga Carioca de Football (dissidentes sem vínculo com a CBD/CBF) (profissional) | Associação Fluminense de Esportes Athleticos (amadora) Federação Fluminense de Esportes (profissional) |
| 1935–1936 | Federação Metropolitana de Desportos (profissional) Liga Carioca de Football (dissidentes sem vínculo com a CBD/CBF)) (profissional)      | Associação Fluminense de Esportes Athleticos (amadora) Federação Fluminense de Esportes (profissional) |
| 1937–1940 | Liga de Football do Rio de Janeiro | Associação Fluminense de Esportes Athleticos (amadora) Federação Fluminense de Esportes (profissional) |
| 1941–1959 | Federação Metropolitana de Futebol | Federação Fluminense de Desportos                                                                      |
| 1960–1978 | Federação Carioca de Futebol | Federação Fluminense de Desportos                                                                      |

## Competições organizadas

### Futebol masculino
| Competição                    | Edição atual | Última edição | Atual campeão               |
| ----------------------------- | ------------ | ------------- | --------------------------- |
| Campeonato Carioca - Série A  | 2025         | 2025          | Flamengo (39.º título)      |
| Campeonato Carioca - Série A2 | 2025         | 2024          | Maricá (1.° título)         |
| Campeonato Carioca - Série B1 | 2025         | 2024          | São Gonçalo EC (3.º título) |
| Campeonato Carioca - Série B2 | 2025         | 2024          | Campo Grande (1.º título)   |
| Campeonato Carioca - Série C  | 2025         | 2024          | Niteroiense (1.º título)    |
| Copa Rio                      | 2025         | 2024          | Maricá (1.° título)         |

### Futebol feminino
| Competição                         | Edição atual | Última edição | Atual campeão         |
| ---------------------------------- | ------------ | ------------- | --------------------- |
| Campeonato Carioca Feminino        | 2025         | 2024          | Flamengo (8.º título) |
| Campeonato Carioca Feminino Sub-20 | 2025         | 2024          | Flamengo (1.º título) |
| Campeonato Carioca Feminino Sub-17 | 2025         | 2024          | America (1.º título)  |
| Copa Rio                           | 2025         | 2024          | Botafogo (1.º título) |

### Categorias de base

#### Sub-20
| Competição                           | Edição atual | Última edição | Atual campeão               |
| ------------------------------------ | ------------ | ------------- | --------------------------- |
| Campeonato Carioca Sub-20 - Série A  | —            | 2023          | Fluminense (19.º título)    |
| Campeonato Carioca Sub-20 - Série B1 | —            | 2023          | Serra Macaense (1.º título) |
| Campeonato Carioca Sub-20 - Série B2 | —            | 2023          | Bonsucesso                  |
| Campeonato Carioca Sub-20 - Série C  | —            | 2023          | Zinza (1.º título)          |
| Copa Rio Sub-20                      | 2025         | 2024          | Botafogo (9.º título)       |

#### Sub-17
| Competição                           | Edição atual | Última edição | Atual campeão               |
| ------------------------------------ | ------------ | ------------- | --------------------------- |
| Campeonato Carioca Sub-17 - Série A  | —            | 2023          | Vasco da Gama (8.º título)  |
| Campeonato Carioca Sub-17 - Série A2 | —            | 2023          | Serra Macaense (1.º título) |
| Campeonato Carioca Sub-17 - Série C  | —            | 2023          | Brescia (1º título)         |
| Campeonato Recopa Sub-17             | —            | 2023          | Vasco da Gama (1.º título)  |
| Copa Rio Sub-17                      | —            | 2023          | Vasco da Gama (5.º título)  |

#### Sub-16
| Competição             | Edição atual | Última edição | Atual campeão           |
| ---------------------- | ------------ | ------------- | ----------------------- |
| Guilherme Embry Sub-16 | —            | 2023          | Fluminense (6.º título) |

#### Sub-15
| Competição                           | Edição atual | Última edição | Atual campeão            |
| ------------------------------------ | ------------ | ------------- | ------------------------ |
| Campeonato Carioca Sub-15 - Série A  | —            | 2023          | Fluminense (6.º título)  |
| Campeonato Carioca Sub-15 - Série A2 | —            | 2023          | Olaria (1.º título)      |
| Campeonato Carioca Sub-15 - Série C  | —            | 2023          | São José-RJ (1.º título) |
| Copa Rio Sub-15                      | —            | 2023          | Fluminense (1.º título)  |

## Ranking da CBF

### Ranking dos clubes
Este é o ranking da CBF para os clubes das séries A1 e A2 do Estadual:
| Pos.  | Clube             | Pontos | Carioca (2024) | Brasileiro (2024) |
| ----- | ----------------- | ------ | -------------- | ----------------- |
| 1.º   | Flamengo          | 16 678 | Série A1       | Série A           |
| 6.º   | Fluminense        | 12 672 | Série A1       | Série A           |
| 14.º  | Botafogo          | 9 712  | Série A1       | Série A           |
| 22.º  | Vasco da Gama     | 7 006  | Série A1       | Série A           |
| 48.º  | Volta Redonda     | 2 758  | Série A1       | Série C           |
| 72.º  | Portuguesa-RJ     | 1 157  | Série A1       | Série D           |
| 78.º  | Nova Iguaçu       | 1 059  | Série A1       | Série D           |
| 110.º | Boavista-RJ       | 562    | Série A1       | —                 |
| 380.º | Resende           | 402    | Série A2       | —                 |
| 165.º | Bangu             | 285    | Série A1       | —                 |
| 175.º | Madureira         | 228    | Série A1       | —                 |
| 180.º | Pérolas Negras    | 204    | Série A2       | —                 |
| 204.º | Cabofriense       | 104    | Série A2       | —                 |
| 214.º | Maricá            | 100    | Série A2       | —                 |
| 227.º | Itaboraí          | 51     | Série A2       | —                 |
| 238.º | Americano         | 15     | Série A2       | —                 |
| —     | America           | —      | Série A2       | —                 |
| —     | Audax Rio         | —      | Série A1       | Série D           |
| —     | Macaé             | —      | Série A2       | —                 |
| —     | Sampaio Corrêa-RJ | —      | Série A1       | —                 |

### Ranking das federações
Este é o ranking da CBF para a FERJ:
| Pos. | Pontos |
| ---- | ------ |
| 2º   | 52 133 |